# 小嶌久美子
小嶌 久美子（こじま くみこ、1983年 - ）は、元会社員、政治活動家。京都府京都市伏見区出身。東京大学工学系研究科社会基盤学科修士課程修了。
2015から2018年に、世界8都市（上海、香港、NY、サンフランシスコ、ロンドン、パリ、バルセロナ、ベルリン）や日本国内のコワーキングスペースを訪問、コワーキングスペース研究家として、不動産の仕事依頼を受ける中で、不動産利活用のあり方に携わるようになった。

## 来歴・人物

### 生い立ち
母の実家がある京都府京都市伏見区で生まれた後、幼少期は神奈川県横浜市で過ごし、4歳から9歳は父の転勤でイギリスのウェールズ地方にて過ごす。ウェールズ補習授業校に1990年入学し、1993年まで在籍。ウェールズ補習校卒業生初の東大合格者。1996年にフェリス女学院中学校入学。学習塾 SEG横浜姉妹校エデュカ一期生。2002年、東京大学理科一類入学。理系に進んだ理由はバイオ産業への興味があったため。
2004年に東京大学工学部化学生命工学科に進学、小宮山眞研究室に所属。当時、研究室の助手に内閣総理大臣（第93代）鳩山由紀夫の長男、鳩山紀一郎がおり、政治活動家を志すきっかけとなった。
東京大学工学部在学中は、閉じた環境になりがちな工学系研究室の様々な研究内容を聴き、工夫して人にわかりやすく伝える活動に携わりたいと考え、東京大学大学院工学系研究科・工学部広報誌Ttimeに創業メンバーとして参画し活動を行う。
2006年に東京大学工学系研究科社会基盤学科修士課程に進学。家田仁氏のもと、交通・都市・国土学研究室に所属。

### 愛称
中高6年間の愛称は「エンジェル」。矢沢あいの漫画『天使なんかじゃない』に感化され、入学時の自己紹介でエンジェルと呼んでくださいと言ったところ、中高六年間、エンジェルと呼ばれることになった。その呼び名は、大学の一部のクラスメイトやシェアハウスのシェアメイト、京都の友人に引き継がれている。

### 人と人をつなぐ
社会人2年目となる2012年、「小嶌の友達はみんなマブダチ」コンセプトに飲み会を主催。中高大の同級生やバイトや職場の友人百人以上に声をかけ、たまたま都合が合い気が向いたひとを集めて飲み会を隔月開催し始める。様々な企画で『こじま祭り』を開催しており、小嶌の主催した飲み会を経て結婚に至ったのは5組以上。
2016年からは、祇園の雑居ビルにあるギャラリー京烏にて、月に一度、様々な共同ホストを呼んで行うポップアップバー「クミコの部屋」を全18回主催。来訪したゲストは船越英一郎など（2016年5月 - 2017年12月）

### 会社員
東京大学大学院卒業後、2008年に株式会社インテリジェンス（現、パーソルキャリア）に新卒入社。その後転職し、外資系リサーチ会社、ニールセンカンパニー合同会社で、マーケティングリサーチに携わり、リクルートマーケティングパートナーズに入社。ゼクシィの事業戦略・企画営業勤務を経て、京都市に移住。
当時、小嶌の世代の平均貯金額よりも400万円多く貯金していたため、京都に移住する。
現在はコワーキング等不動産活用や広告分野の事業立ち上げ、行政の施策策定のリサーチ、企画、PMを行う。京都市交通局「地下鉄烏丸線車両の新造にかかるデザイン懇談会」委員。

### 政治活動家
2020年ごろ、全世帯に配布されたアベノマスクがきっかけとなり、政治活動家として活動を開始。投資家の村上世彰の次女で村上フレンツェル玲の主催する「政治家を志す10〜30代のパブリックリーダー塾」に第一期生として入塾。自身の政治活動を模索している

## 発信・出演

### 出演

#### YouTube番組
- 不動産を楽しむ!コミュニティ ・ラボ - 不動産コンサルタント、不動産事業者コミュニティラボN5.5の田中和彦氏と、様々なテーマと不動産を結び付けて放談する「田中とクミコの不動産社会学のじかん」を隔週月曜に行う[23]（2020年1月[24] - ）
- 雑考配信 - コロナ禍を契機に始まった、コーヒー焙煎家・エッセイスト・アクティビストの大山崎 COFFEE ROASTERSの中村佳太氏と月に一度、様々なテーマについてディスカッションしている様子を配信する（2020年11月10日[25] - ）

#### Podcast
- クミコの部屋。おうちでの夜話。 - （2020年4月 - 8月、Radiotalk）

### 執筆記事
- ニホンジンドットコム連載「ニューヨークの素敵なコワーキングスペース」 - 株式会社ZINE

### インタビュー
- コワーキングスペースは一種のシムシティー　小嶌 久美子 第３回